# Uloborus penicillatoides
Uloborus penicillatoides es una especie de araña araneomorfa del género Uloborus, familia Uloboridae. Fue descrita científicamente por Xie et al. en 1997.
Habita en China.